# Circular Temple
Circular Temple ist ein Jazzalbum des Matthew Shipp Trio. Die am 16. Oktober 1990 im Studio Seltzer Sound, New York City, entstandenen Aufnahmen erschienen erstmals 1992 auf dem Label Quinton und wurden 1994 von Henry Rollins auf seinem Label Infinite Zero neu aufgelegt. Im September 2023 erschien das Album sowohl in einer Vinyl-Ausgabe als auch als Download auf ESP-Disk.

## Hintergrund
Matthew Shipp nahm das Album mit William Parker am Bass und Whit Dickey am Schlagzeug auf. „Circular Temple #2 (Monk's Nightmare)“ könnte durchaus als eine Art Hommage an Thelonious Monks oft zitierte Akrobatik und seltsames musikalisches Diktum betrachtet werden, notierte Mike Jurkovic.

## Titelliste
- Matthew Shipp Trio: Circular Temple (Quinton Records QTN1, Infinite Zero 9 14506-2, ESP Disk – ESP4082)[2]

1. Circular Temple #1 6:34
2. Circular Temple #2 (Monk’s Nightmare) 10:12
3. Circular Temple #3 3:51
4. Circular Temple #4 26:24

Die Kompositionen stammen von Matthew Shipp.

## Rezeption
Tim Griggs konnte dem Album Shipps [bei seinem ersten Erscheinen] in Allmusic wenig abgewinnen; das Beste dabei sei noch der lange vierte und letzte Satz der Suite. Hingegen lobte Mike Jurkovic in All About Jazz die Neuveröffentlichung einiger der großartigen frühen Dekonstruktionen des musikalischen Denkens und der Musiktheorie Shipps, beginnend mit „dem gewagt unpassenden und doch hypnotisch zugänglichen“ Circular Temple aus den 1990er Jahren. Mit mehr als 26 Minuten sei „Circular Temple #4“, wie es zum Zeitpunkt seiner ursprünglichen Veröffentlichung war, Shipps schwer fassbare Blaupause, eine kantige Vorlage für sein Denken und seine Darbietung. Aber Shipp habe der Musikwelt in den drei Jahrzehnten seitdem so viel gegeben, dass es buchstäblich unmöglich sei, es voll zu ermessen. „Sagen wir einfach, dass der Mann seiner Vision treu geblieben ist und Circular Temple nicht nur so definierend und aufschlussreich gemacht hat, wie es damals definitiv war, sondern eher zu einem Auftakt“, für alles was danach kam.